# Almaaz
Almaaz, Haldus o Al Anz (ε Aurigae / ε Aur / 7 Aurigae) es la quinta estrella más brillante de la constelación de Auriga. Es una binaria eclipsante cuya magnitud aparente varía entre +3,0 y +3,8 en un ciclo de unos 27,12 años y el eclipse dura dos años aproximadamente. Está a unos 2000 años luz de distancia del sistema solar.

## Historia de su observación
Aunque Almaaz es visible a simple vista, parece que fue Johann Fritsch, en 1821, el primero en notar que era una estrella variable. Sin embargo, la estrella no fue suficientemente estudiada hasta que los astrónomos alemanes Eduard Heis y Friedrich Wilhelm Argelander la observaron entre 1842 y 1848. Los datos de ambos revelaron que la estrella se había vuelto considerablemente tenue hacia 1847, había aumentado su brillo en septiembre de 1848, y finalmente había recuperado su brillo habitual hacia el final de ese mismo año.
Fueron registrados eclipses posteriores entre 1874 y 1875 y, casi treinta años más tarde, entre 1901 y 1902.
Hans Ludendorff fue el primero en llevar a cabo un estudio detallado de la estrella, sugiriendo que era un objeto similar a las variables tipo Algol con un período de 54,25 años.
Hoy se piensa que el período orbital del sistema es de 27,12 años, considerándose Almaaz una binaria eclipsante de largo período. No obstante, Almaaz continúa siendo en la actualidad uno de los sistemas estelares más extraños y menos comprendidos.

## Características del sistema
La componente visible de Almaaz es una supergigante blanco-amarilla de tipo espectral F0 o A8 con una temperatura superficial de 7800 K. Una de las estrellas más luminosas en los 1000 pársecs más cercanos al Sol, su luminosidad equivale a 47.000 soles. Con un diámetro unas 100 veces mayor que el del Sol, tiene una masa estimada entre 15 y 19 masas solares.
La naturaleza de la otra componente del sistema no es conocida; no es visible pero ha de ser algo enorme por la duración del eclipse. 
La primera hipótesis, planteada en 1937 por Gerard Kuiper, Otto Struve, y Bengt Strömgren, sugería que podía tratarse de una estrella extremadamente fría y tenue, pareciendo por ello semitransparente.
La teoría actual más probable es que consiste en una o dos estrellas pequeñas con un grueso anillo de polvo oscuro alrededor. Puede ser una única estrella que ha desarrollado el disco debido a un fuerte viento estelar —la hipótesis más aceptada— o bien pueden ser dos estrellas de tipo B muy próximas entre sí.
Se piensa que puede(n) estar separada(s) de Almaaz A unas 30 UA, siendo el diámetro del anillo de ~ 20 UA. El anillo parece tener un agujero en su centro, ya que el brillo del sistema aumenta ligeramente a mitad del eclipse.
El penúltimo eclipse tuvo lugar entre 1982 y 1984, y el último fue entre 2009 y 2011. Se espera que las amplias observaciones que tuvieron lugar sirvan para esclarecer la naturaleza de este sistema estelar.